# かめや本店
有限会社かめや本店（かめやほんてん）は、静岡県御前崎にある菓子メーカー。

## 概要
遠州銘菓とされる「かめまんじゅう」を中心に、和菓子や洋菓子の製造・販売を行っている。2008年からオリジナルのポイントカードである「竜宮カード」を発行している。遠州灘の砂丘には、毎年夏になるとウミガメが産卵にやってくるため、その亀をイメージして「かめまんじゅう」が作られたとされているが、実際には別のエピソード（後述）がある。

## 主な製品
- 亀まんじゅう
- 鶴亀まんじゅう
- ウィーンの風
- マドレーヌ
- オリジナルクッキー

## 亀まんじゅう誕生エピソード

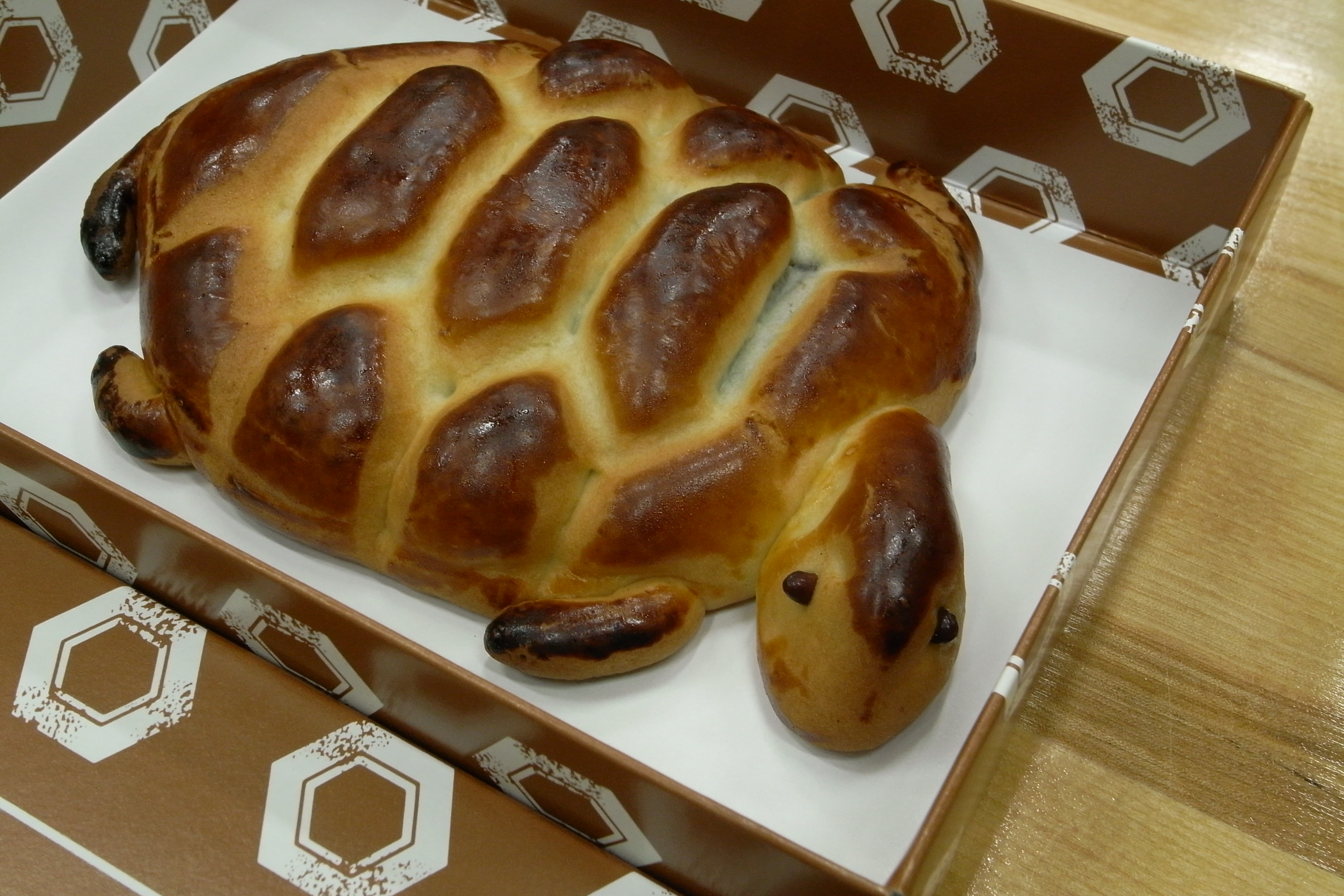
海亀を模した亀まんじゅう

昭和23年の暮れ、初代店主が正月の準備をしていたとき、生地の砂糖の分量を間違えてしまい、使い物にならない生地ができてしまった。しかし、そのまま捨ててしまうのも勿体無いと思った店主は、餡を少しだけ入れて、正月飾り用に30センチほどの亀の形をしたまんじゅうを作った。
翌日、昭和24年の元日からそのまんじゅうを店に出して、来店された客様に見てもらっていた。2・3日後、酒に酔った近所のおじさんが、その正月飾りを見て売ってほしいと言ってきたが、一つしかない飾りであることと、もともと売るつもりで作ったものではなく、失敗した生地で作ったものなので、売れないと言い「売る」「売らない」の押し問答が続いた。結局、おじさんは怒って帰ってしまったのだが、どうしても諦め切れなかったおじさんは、そのことを家族に話し、困り果てた妻が「どうしても譲ってほしい」と店にやって来た。店主は、失敗した生地で作ったもので、餡も少ししか入っていないからおいしくないと、十分に説明した上で、その正月飾りを売ってあげた。
店主は、正月飾りがなくなっては困ると思い、今度は生地と餡に十分注意してまた亀の形をしたまんじゅうを作った。すると、先日のおじさんがあまりにもうれしくて、近所の人に亀のまんじゅうの話をしていたらしく、別のお客さんが正月飾りを売ってほしいと言って来た。今回は、味にも十分気をつけて作っていたため、快く売ってあげた。
正月が終わって店が暇になって来たので、結局亀の形をしたまんじゅうは2個作っただけで終わってしまった。しかし、そのまんじゅうの噂はだんだんと広がり、連日「亀まんじゅうを売ってくれ」というお客様が増え、行列ができるほどになってしまった。困った店主は、少し小さい亀まんじゅうなら売れると思い、5個だけ作ったら、すぐに完売となってしまった。それ以降、毎日亀まんじゅうを作るようになり、現在に至っている。

## 歴史

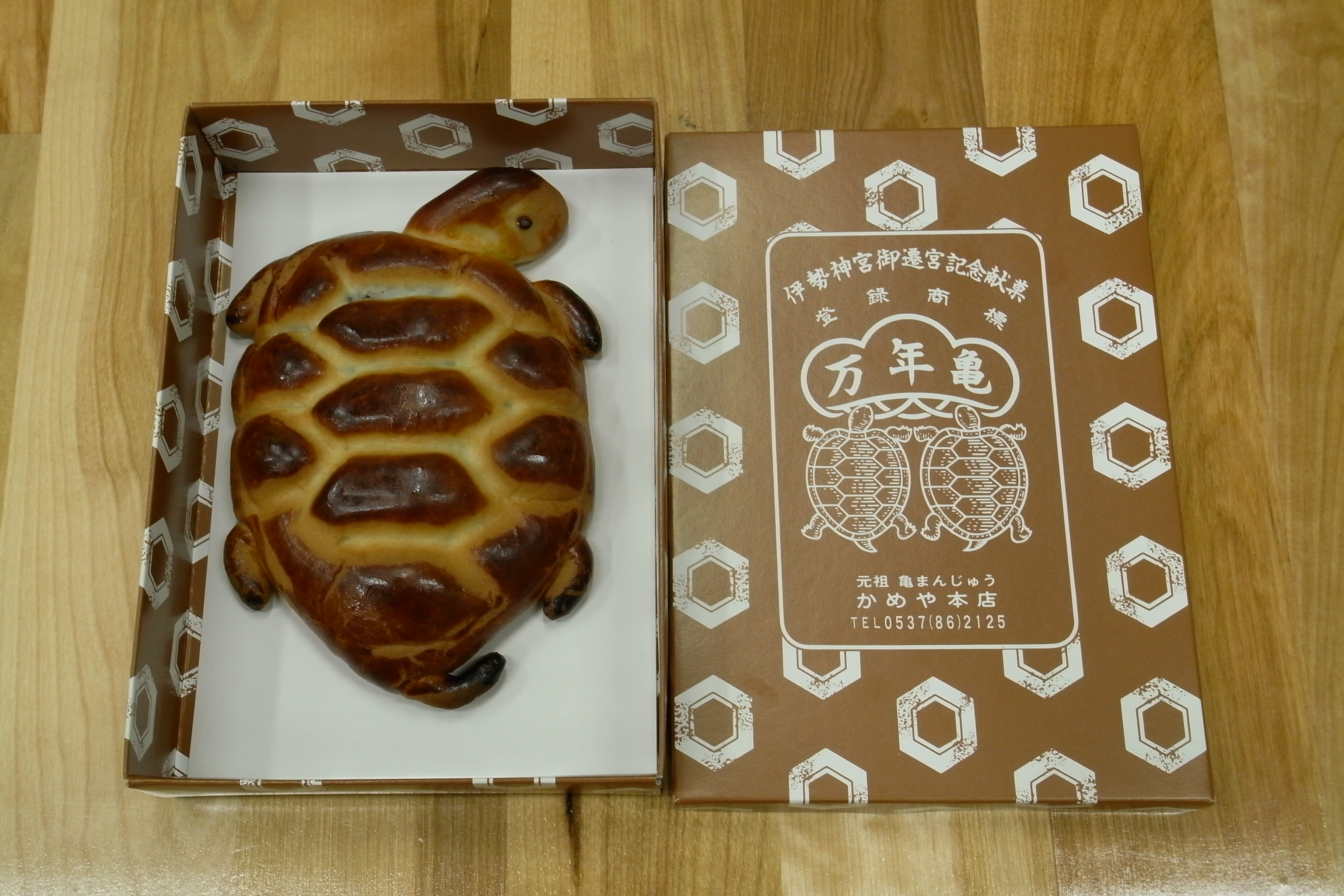
亀まんじゅう

- 1948年　かめや製菓店開業
- 1949年　亀まんじゅうの販売開始
- 1975年　宅急便による全国発送開始
- 1999年  ホームページ開設
- 2004年　新店舗で営業開始
- 2008年　営業開始から60周年を迎える